# 2 novembre 1995
Le 2 novembre 1995 est le 306e jour de l'année 1995 du calendrier grégorien. Il s'agit d'un jeudi.

## Naissances
- Brandon Soo Hoo, acteur américain.

## Décès
- Álvaro Gómez Hurtado, avocat, homme politique, écrivain et journaliste colombien.